# Birth (Zeitschrift)
Birth - Issues in Perinatal Care, abgekürzt Birth Issue Perinat. Care, ist eine wissenschaftliche Fachzeitschrift, die vom Wiley-Blackwell-Verlag veröffentlicht wird. Die Zeitschrift wurde 1973 unter dem Namen Birth and the Family Journal gegründet, erhielt 1982 den derzeit gültigen Namen und erscheint mit vier Ausgaben im Jahr. Es werden Arbeiten veröffentlicht, die sich mit der Perinatologie beschäftigen.
Der Impact Factor lag im Jahr 2014 bei 1,264. Nach der Statistik des ISI Web of Knowledge wird das Journal mit diesem Impact Factor in der Kategorie Pädiatrie an 71. Stelle von 119 Zeitschriften, in der Kategorie Gynäkologie und Geburtshilfe an 62. Stelle von 79 Zeitschriften und in der Kategorie Krankenpflege an 34. Stelle von 110 Zeitschriften geführt.